# 近藤泰助
近藤 泰助（こんどう たいすけ、1893年（明治26年）3月16日 - 1962年（昭和37年）4月18日）は、秋田県生まれの実業家である。医療組合の設立や総合病院の開設など地域医療の充実に奔走した。

## 経歴
秋田県南秋田郡五城目町の地主の家柄の生まれ。若いうちに家を継いだ泰助は、世界的な不景気や米の不作で小作料収入が伸び悩む事態に直面し、地域農業や農民の暮らしを改善する事業に取り組んだ。一つは米の品質を落とさずに保管できる大型農業倉庫の建設。1931年（昭和6年）に地主や自作農251名を束ねて五城目販売購買利用組合（後、五城目農業協同組合を経てあきた湖東農業協同組合）を組織し、旧五城目駅に隣接して農業倉庫を建てた。泰助は組合の専務理事になり、のちには組合長にもなっている。
翌年の1932年（昭和7年）に医療組合の設立を計画すると、同年秋に近隣8町村の2,558名の組合員を集め、1933年（昭和8年）5月15日に秋田県知事より「五城目医療購買利用組合」の設立が許可された。同年7月1日に開院、診療を始めている。このとき組合の施設として泰助の宅地邸宅が無償提供され、病院名は湖東病院と称していた。病院は1940年（昭和15年）に焼失、翌年、再度泰助の宅地邸宅の全面提供を受けて再建された。住居を提供した泰助は金足村（現在の秋田市金足）に転居している。泰助は1951年（昭和26年）まで病院を取り仕切る主管をつとめていた。その後同病院の名称が秋田厚生連湖東総合病院となり、2012年に湖東厚生病院と改称して現存する。
国鉄奥羽本線一日市駅（現JR奥羽本線八郎潟駅）と五城目町中心部を結ぶ鉄道会社・五城目軌道株式会社（秋田中央交通の前身、1922年（大正11年）開業）では専務を務めた。1928年（昭和3年）発足の五城目信用組合（改組合併を経て現在は秋田信用金庫）では理事職に就き、五城目町の町議会議員や助役も務めた。

## 参考資料
- 『秋田県医療組合運動史料』（秋田県厚生農業協同組合連合会）